# Železniční trať Praha–Plzeň–Cheb

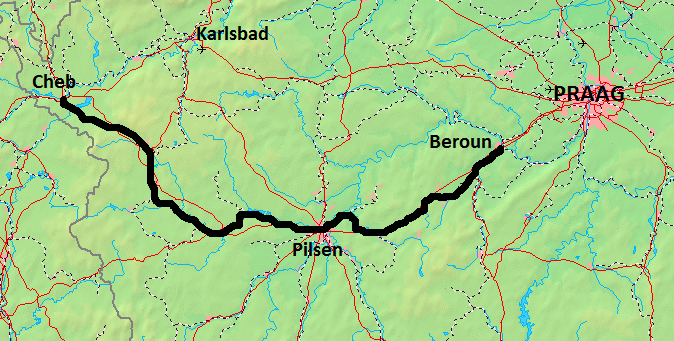
Mapa trati

Železniční trať (Praha –) Beroun – Plzeň – Cheb nesla v jízdních řádech označení 170. Příměstská doprava v úseku Praha–Beroun je vyčleněna jako trať 171. Celá trať je součástí celostátní dráhy.
Informace o trati 170 jsou obsaženy v článcích o jejích dílčích úsecích:
- Železniční trať Praha–Plzeň od GVD 2019/2020 stále součást tratě 170
- Železniční trať Plzeň–Cheb od GVD 2019/2020 trať 178